# Ptiloprora
Genre
Ptiloprora est un genre d'oiseaux de la famille des Meliphagidae.

## Liste des espèces
Selon la classification de référence du Congrès ornithologique international (version 6.4, 2016) :
- Ptiloprora erythropleura (Salvadori, 1876)
  - Ptiloprora erythropleura dammermani Stresemann & Paludan, 1934
  - Ptiloprora erythropleura erythropleura (Salvadori, 1876)
- Ptiloprora guisei (De Vis, 1894)
  - Ptiloprora guisei guisei (De Vis, 1894)
  - Ptiloprora guisei umbrosa Mayr, 1931
- Ptiloprora perstriata (De Vis, 1898)
- Ptiloprora plumbea (Salvadori, 1894)
  - Ptiloprora plumbea granti Mayr, 1931
  - Ptiloprora plumbea plumbea (Salvadori, 1894)
  - Ptiloprora plumbea plumbea (Salvadori, 1894)
- Ptiloprora meekiana (Rothschild & Hartert, 1907)
  - Ptiloprora meekiana occidentalis Rand, 1940
  - Ptiloprora meekiana meekiana (Rothschild & Hartert, 1907)